# دامداران
دامداران با نام رسمی شرکت فرآورده‌های لبنی تین شرکت تولیدکننده محصولات غذایی است.

## تاریخچه
این شرکت در سال ۱۳۶۳ هجری به صورت یک واحد صنفی شروع به کار کرد. در ابتدا ماست تولیدی خود را در ظروف یکبار مصرف عرضه می‌کرد. در آبان ماه ۱۳۷۳ کارخانه کوچکی تحت عنوان شرکت فرآورده‌های لبنی تین تأسیس گردید.

## فعالیت
این شرکت ۳۵۰۰ راس گاو برای تأمین شیر خود در اختیار دارد.

## محصولات
- شیر
- ماست
- پنیر
- کشک
- دوغ
- عسل
- کره
- خامه
- نوشیدنی چای سبز

## دستاوردها
- برند دامداران در سال ۱۳۹۲ در دهمین جشنواره ملی قهرمانان صنعت ایران به عنوان یکی از ۱۰۰ برند برتر ایران شناخته شد.[۱]

- بنیانگذار گروه دامداران در چهارمین دوره جشنواره امین‌الضرب که در دی ماه ۱۳۹۸ برگزار شد نشان امین‌الضرب را دریافت کرد.[۲]